# Cryptocarya tesselata
Cryptocarya tesselata är en lagerväxtart som beskrevs av André Joseph Guillaume Henri Kostermans. Cryptocarya tesselata ingår i släktet Cryptocarya och familjen lagerväxter. Inga underarter finns listade i Catalogue of Life.